# シアトル市長
″シアトル市長（英語：Mayor of Seattle）は、アメリカ合衆国のワシントン州シアトルの市長である。1865年1月14日に領土議会はシアトルの街の取り込みを承認したが、しかし市民の申し立てにより1867年1月28日に組み込まれなかった。なお市政府のこの2年間の記録は残っておらず、この期間に評議会のチャールズ・C・テリー評議長によって統治され、シアトルの街は1869年12月2日に取り込まれた。
| 名前                               | 画像 | 選出日                                                  | 就任           | 退任           |
| ---------------------------------- | ---- | ------------------------------------------------------- | -------------- | -------------- |
| ヘンリーA.アトキンス               |      | 1869年12月2日任命 1870年7月11日選出                     | 1869           | 1871           |
| ジョン・T.ジョーダン               |      | 1871年7月10日選出                                       | 1871           | 1872           |
| コーリスP.ストーン                 |      | 1872年7月8日選出                                        | 1872           | 1873           |
| ジョン・T・ジョーダン              |      |                                                         | 1873           | 1873           |
| モーゼス・R・マドック              |      | Elected                                                 | 1873           | 1873           |
| ジョン・コリンズ                   |      | 1873年7月14日選出                                       | 1873           | 1874           |
| ヘンリー・イエスラー               |      | 1874年7月13日選出                                       | 1874           | 1875           |
| ベイリー・ガッツァルト             |      | 1875年8月2日選出                                        | 1875           | 1876           |
| ギデオン・A.ウィード               |      | 1876年7月10日 1877年7月9日選出                          | 1876           | 1878           |
| ベリア・ブラウン                   |      | 1878年7月8日選出                                        | 1878           | 1879           |
| オレンジ・ジェイコブス             |      | 1879年7月14日選出                                       | 1879           | 1880           |
| レナード・ポーリー・スミス         |      | 1880年7月12日 1881年7月11日選出                         | 1880           | 1882           |
| ヘンリー・G.シュトルーヴェ         |      | 1882年7月10日 1883年7月9日選出                          | 1882           | 1884           |
| ジョン・リアリー                   |      | 1884年7月14日選出                                       | 1884           | 1885           |
| ヘンリー・イエスラー               |      | 1885年7月13日選出                                       | 1885           | 1886           |
| ウィリアム・H・シャディ            |      | 1886年7月12日選出                                       | 1886           | 1887           |
| トーマスT.マイナー                 |      | 1887年7月11日選出                                       | 1887           | 1888           |
| ロバート・モラン                   |      | 1888年7月9日 1889年7月8日選出                           | 1888           | 1890           |
| ハリー・ホワイト                   |      | 1890年7月14日選出 1891年11月30日に辞任                  | 1890           | 1891           |
| ジョージ・W・ホール                |      | 1891年12月9日任命                                       | 1891           | 1892           |
| ジェームズT.ロナルド               |      | 1892年3月8日選出                                        | 1892           | 1894           |
| バイロン・フェルプス               |      | 1894年3月12日選出                                       | 1894           | 1896           |
| フランク・D・ブラック              |      | 1896年3月9日選出 3週後辞任                              | 1896           | 1896           |
| W.D.ウッド                         |      | 1896年4月6日任命 1897年7月辞任                          | 1896           | 1897           |
| トーマス・J・ヒュームズ            |      | 1897年11月19日任命 1900年3月13日選出                    | 1897           | 1904           |
| リチャード・アキレス・バリンジャー |      | 1904年3月8日選出                                        | 1904           | 1906           |
| ウィリアム・ヒックマン・ムーア     |      | 1906年3月6日選出                                        | 1906           | 1908           |
| ジョン・フランクリン・ミラー       |      | 1908年3月3日選出                                        | 1908           | 1910           |
| ハイラム・C・ギル                  |      | 1910年3月8日選出 1911年2月19日召還                      | 1910           | 1911           |
| ジョージ・W・ディリング            |      | 1911年2月10日任命                                       | 1912           |                |
| ジョージ・F・コッテリル            |      | 1912年3月5日選出                                        | 1912           | 1914           |
| ハイラム・C・ギル                  |      | 1914年3月3日選出                                        | 1914           | 1918           |
| オレ・ハンソン                     |      | 1918年3月5日選出                                        | 1918           | 1919           |
| C・B・フィッツジェラルド           |      | 1919年8月28日任命                                       | 1919           | 1920           |
| ヒュー・M・コールドウェル          |      | 1920年3月2日選出                                        | 1920           | 1922           |
| エドウィン・J.ブラウン             |      | 1922年5月2日 1924年3月4日選出                           | 1922           | 1926           |
| ベルタ・ナイト・ランデス           |      | 1926年3月9日選出                                        | 1926           | 1928           |
| フランク・E・エドワーズ            |      | 1928年3月6日 1930年3月4日選出 1931年7月13日召還         | 1928           | 1931           |
| ロバート・H・ハーリン              |      | 1931年7月14日任命                                       | 1931           | 1932           |
| ジョン・F・ドレ                    |      | 1932年3月8日選出                                        | 1932           | 1934           |
| チャールズ・L・スミス              |      | 1934年3月6日選出                                        | 1934           | 1936           |
| ジョン・F・ドレ                    |      | 1934年3月6日選出                                        | 1936           | 1938           |
| アーサー・ラングリー               |      | 1938年3月8日選出                                        | 1938           | 1941           |
| ジョン・E・キャロル                |      | 1941年1月27日任命                                       | 1941           | 1941           |
| アール・ミリキン                   |      | 1941年3月4日選出                                        | 1941           | 1942           |
| ウィリアム・F・デヴィン            |      | 1942年3月3日 1944年3月7日 1946年3月5日 1948年3月2日選出 | 1942           | 1952           |
| アラン・ポメロイ                   |      | 1952年3月4日選出                                        | 1952           | 1956           |
| ゴードン・クリントン               |      | 1956年3月6日 1960年3月8日選出                           | 1956           | 1964           |
| ジェームス・ドルマ・ブラマン       |      | 1964年3月10日選出                                       | 1964           | 1969           |
| フロイド・C・ミラー                |      | 1969年3月23日任命                                       | 1969           | 1969           |
| ウェズリー・C・ウルマン            |      | 1969年11月4日 1973年11月6日選出                         | 1969年12月1日  | 1978年1月1日   |
| チャールズ・ロイヤー               |      | 1977年11月8日選出 1981年11月3日 1985年11月5日           | 1978年1月1日   | 1990年1月1日   |
| ノーム・ライス                     |      | 1989年11月7日選出                                       | 1990年1月1日   | 1998年1月1日   |
| ポール・シェル                     |      | 1997年11月4日選出                                       | 1998年1月1日   | 2002年1月1日   |
| グレッグ・ニッケルズ               |      | 2001年11月6日 2005年11月8日選出                         | 2002年1月1日   | 2010年1月1日   |
| マイク・マクギン                   |      | 2009年11月3日選出                                       | 2010年1月1日   | 2014年1月1日   |
| エド・マレー                       |      | 2013年11月5日選出                                       | 2014年1月1日   | 2017年9月13日  |
| ブルース・ハレル                   |      | （代理）                                                | 2017年9月13日  | 2017年9月18日  |
| ティム・バージェス                 |      | （代理）                                                | 2017年9月18日  | 2017年11月28日 |
| ジェニー・ダーカン                 |      | 2017年11月7日選出                                       | 2017年11月28日 | 2022年1月1日   |
| ブルース・ハレル                   |      |                                                         | 2022年1月1日   | （現職）       |